# 1944 (песня)
«1944» — песня украинской певицы Джамалы, с которой она представляла Украину на 61-м конкурсе песни «Евровидение», где одержала победу, набрав 534 очка. Песня имеет сложную вокальную партию с частыми полутонами и мугамами. Главным посылом песни является память о страшных трагедиях прошлого, чтобы избежать их в будущем. Песня вошла в одноимённый мини-альбом певицы, который был представлен 7 мая 2016 года. Это первая песня конкурса «Евровидение», которая содержит текст на крымскотатарском языке.
Также во время пребывания в Стокгольме певица Джамала получила премию «Eurostory Awards 2016» за лучшую строчку в конкурсной песне, а также премию «Marcel Bezençon Awards» в номинации «Художественный приз».

## Создание песни
Первые строки песни были написаны в 2014 году на украинском языке. В песне говорится о депортации крымских татар 1944 года. Рассказы об этом событии Джамала слышала от своей бабушки Назылхан, которая пережила депортацию. В припев певица взяла слова, которые слышала от своей бабушки; две строчки из припева на крымскотатарском языке заимствованы из песни «Эй, Гузель Къырым» (крымскотат. Ey, Güzel Qırım). В 2016 году, специально к участию в украинском национальном отборе на Евровидение-2016, Арт Антонян на основе первых украинских строк и идее Джамалы написал англоязычный текст песни. Кроме того, участие в создании песни приняли Армен Костандян и Евгений Филатов. Впоследствии певица планировала представить украиноязычную версию песни с крымскотатарским припевом под названием «Души».

## Оценки
В феврале 2016 года Джамала одержала победу в национальном отборе на «Евровидение-2016» от Украины и было сообщено, что певица выступит во втором полуфинале конкурса с песней «1944». После официального релиза композиции в качестве песни-представителя Украины на конкурсе многие западные СМИ разошлись во мнениях о песне. Адам Тэйлор из американской газеты The Washington Post написал: «Украинская песня на „Евровидении“ от Украины — камень в российский огород. И он не очень-то мелкий». В газете The New York Times отметили, что Джамала и «сотни тысяч человек из её родного Крыма представят Украину на песенном конкурсе „Евровидение“ спустя два года после аннексии полуострова Россией». Также в The New York Times добавили: «Украинцы, удручённые восстанием пророссийских сепаратистов на востоке страны, говорят, что в стране, которая воюет, есть место для политической музыки». Колин Фримен из британской газеты The Daily Telegraph написала об «эхе аннексии»: «Украинцы слышат эхо российской аннексии Крыма в песне Джамалы о сталинской депортации её народа». Также, в The Daily Telegraph добавили: «Хотя в песне нет прямого упоминания об аннексии Крыма Владимиром Путиным в 2014 году, госпожа Джамаладинова, которая выступает под псевдонимом Джамала, не оставила никому сомнений в своих симпатиях». Позже Джамала рассказала, почему назвала композицию в честь 1944 года: «Эта дата — это память. Именно этот год перевернул жизнь тысяч крымских татар». Однако, на выход песни о крымских татарах также отреагировали в Государственной думе России, где призывали руководство «Евровидения» не допускать песню Джамалы к выступлению на конкурсе. Также в России песню назвали «антироссийской» и побуждают Киев «не превращать развлекательный конкурс в „фарс“». Пресс-секретарь президента Украины Святослав Цеголко заявил, что Джамала на конкурсе в 2016 году может напомнить «миру о преступлениях против крымскотатарского народа». В британском таблоиде Daily Express песню «1944» назвали «антироссийской» и «ультраполитической», а издание Polska Times видит попытку Украины «нанести удар России».
Российская пресса также отреагировала на победу песни Джамалы на национальном отборе на Украине. В издании Комсомольская правда считают, что песня является «клевком» в сторону России: «Очевидно, сейчас модно клевать Россию, поэтому о памяти предков можно так своевременно вспомнить». Позже некоторые российские издания, включая интернет-газету Взгляд и телеканал «Рен-ТВ», опубликовали статьи, где собрали интернет-комментарии пользователей сайтов британской прессы. Газета Взгляд также отметила: «Британские читатели удивляются, почему Киев решил превратить европейский песенный конкурс в личное антироссийское пропагандистское шоу».
После победы песни Джамалы на конкурсе «Евровидение-2016» многие европейские и британские СМИ составили новые мнения о композиции. В The Washington Post отмечают: «Среди песен про любовь и страсть песня Джамалы явно выделялась. В печальном тексте упоминается, как крымские татары, в том числе её прабабушка, были депортированы в Среднюю Азию в 1944 году режимом Иосифа Сталина во время Второй мировой войны». В газете также добавили: «Джамала настояла, что песня не содержит никакого политического подтекста, и организаторы конкурса согласились». В The New York Times предположили, что Джамала может стать самой противоречивой победительницей в истории конкурса: «В то время, как публичное голосование уже давно испорчено политической ориентацией стран-конкурентов, песни не могут быть политическими, впрочем, выступление Джамалы, казалось, вплотную подошло к нарушению этого правила». Представители Европейского вещательного союза отметили, что композиция не содержит политических высказываний. На сайте американского телеканала «CNN» написали: «Джамала пела „1944“ — песню о депортации крымских татар Советским Союзом по приказу Иосифа Сталина. Её выступление также считается сильным упреком военному вторжению президента России Владимира Путина на Украину в 2014 году, как пишет европейская пресса». Также, в статье добавили: «Российские государственные СМИ на этой неделе назвали песню „антироссийской“. Москва заявила, что правила „Евровидения“ были нарушены».
Накануне Евровидения российский музыкальный критик Артур Гаспарян выразил мнение, что:
Лучший номер на Евровидении в этом году, лучшая песня, лучшее вокальное исполнение и вообще всё лучшее привезла на Евровидение-2016 в Стокгольм Джамала… Я думаю, что ни одно профессиональное жюри, если оно действительно профессиональное, …не сможет не поставить Джамалу на первое место.
Накануне финала национального отбора песня получила 8,3 из 10 баллов от жюри блога о Евровидении «Wiwibloggs», заняв по этому показателю первое место среди всех участников украинского этапа.
По версии The Guardian песня «1944» вошла в тройку лучших за всю историю проведения конкурса.

## Вопрос о политическом подтексте
В феврале 2016 года новость о том, что Украину на конкурсе «Евровидения» будет представлять Джамала, обсуждалась европейскими СМИ в связи с возможным политическим подтекстом её песни. 9 марта Европейский вещательный союз заявил, что ни название песни, ни её слова не содержат политического подтекста и, таким образом, не нарушают правил конкурса «Евровидения». Накануне конкурса в интервью газете The Guardian Джамала признала наличие политического подтекста в её песне («Конечно, песня и о 2014 годе тоже»), однако после победы на конкурсе она заявила, что считает неуместным говорить о наличии политики в её песне.

На церемонии присвоения Джамале звания народного артиста Украины президент Украины Пётр Порошенко рассказал журналистам, что изначально песня имела в качестве названия популярный политический лозунг «Крым наш», в то время как сама певица, отрицая наличие некоего подтекста в композиции, сделала заявление о том, чему песня посвящена: 
Потому что это не только о крымских татарах, это о боли в этом мире. Это о Холокосте, о геноциде, репрессиях. И открытием фестиваля Евровидения, фестиваля, как говорит мой дедушка - легкомысленной песни, был перформанс от «The Grey People» («Серые люди»), которые показали, как Швеция принимала беженцев. Поэтому «больше, чем вы думаете» - это не про 1944 год, это адресовано всем людям, которые думают о себе как о маленьких царях, что могут управлять судьбами других решать, как им жить и лишать их жизни.